# Kuhs
Kuhs ist eine Gemeinde im Landkreis Rostock in Mecklenburg-Vorpommern (Deutschland). Die Gemeinde wird vom Amt Güstrow-Land mit Sitz in der nicht amtsangehörigen Stadt Güstrow verwaltet.

## Geografie
Das an der Bundesstraße 103 gelegene Straßendorf zwischen Güstrow und Laage befindet sich in einem leicht hügeligen Gebiet, das nach Osten zu einem breiten Tal abfällt. Der Augraben entwässert dieses Tal und steht in Verbindung mit der oberen Recknitz.

## Geschichte
Die erste Erwähnung in einer Urkunde geht auf das Jahr 1286 zurück. Damals hieß der Ort Cuziz, was auf eine ehemals slawische Siedlung hindeutet. Der frühe Name Zely des heutigen Ortsteils Zehlendorf ist ebenfalls slawischen Ursprungs und kann mit Kraut übersetzt werden.

## Politik

### Gemeindevertretung und Bürgermeister
Der Gemeinderat besteht (inkl. Bürgermeister) aus 6 Mitgliedern. Die Wahl zum Gemeinderat am 26. Mai 2019 hatte folgende Ergebnisse:
| Partei/Bewerber              | Prozent | Sitze |
| ---------------------------- | ------- | ----- |
| Wählergruppe Kuhs/Zehlendorf | 63,69   | 4     |
| SPD                          | 13,77   | 1     |
| Einzelbewerber Luhmann       | 10,38   | 1     |

Bürgermeister der Gemeinde ist Ulf Kalisch, er wurde mit 82,63 % der Stimmen gewählt.

## Sehenswürdigkeiten
Sehenswert ist das Naturschutzgebiet Zehlendorfer Moor.